# Euphorbia macroglypha
Euphorbia macroglypha là một loài thực vật có hoa trong họ Đại kích. Loài này được Lem. mô tả khoa học đầu tiên năm 1857.